# Triquetrella californica
Triquetrella californica är en bladmossart som beskrevs av Abel Joel Grout 1934. Triquetrella californica ingår i släktet Triquetrella och familjen Pottiaceae. Inga underarter finns listade i Catalogue of Life.